# Rotterdam Open 2003 - Qualificazioni singolare
Le qualificazioni del singolare del Rotterdam Open 2003 sono state un torneo di tennis preliminare per accedere alla fase finale della manifestazione. I vincitori dell'ultimo turno sono entrati di diritto nel tabellone principale. In caso di ritiro di uno o più giocatori aventi diritto a questi sono subentrati i lucky loser, ossia i giocatori che hanno perso nell'ultimo turno ma che avevano una classifica più alta rispetto agli altri partecipanti che avevano comunque perso nel turno finale.
Le qualificazioni del torneo prevedevano 16 partecipanti di cui 4 sono entrati nel tabellone principale.

## Teste di serie
1. Mario Ančić (Qualificato)
2. Olivier Mutis (primo turno)
3. Christophe Rochus (Qualificato)
4. Andrej Stoljarov (ultimo turno)

1. Oliver Gross (primo turno)
2. Renzo Furlan (primo turno)
3. Jean-Julien Rojer (primo turno)
4. Dennis van Scheppingen (ultimo turno)

## Qualificati
1. Mario Ančić
2. Peter Wessels

1. Christophe Rochus
2. Renzo Furlan

## Tabellone

### Legenda
| - Q = Qualificato - WC = Wild card - LL = Lucky loser | - ALT = Alternate - SE = Special Exempt - PR = Protected Ranking | - w/o = Walkover - r = Ritirato - d = Squalificato |

### Sezione 1
|  | Primo turno | Primo turno           | Primo turno           | Primo turno | Primo turno |  |  | Ultimo turno | Ultimo turno | Ultimo turno | Ultimo turno | Ultimo turno |  |
|  |             |                       |                       |             |             |  |  |              |              |              |              |              |  |
|  | 1           | Mario Ančić           | Mario Ančić           | 6           | 6           |  |  |              |              |              |              |              |  |
|  |             | Juan Luis Rascón Lope | Juan Luis Rascón Lope | 1           | 0           |  |  | 1            | Mario Ančić  | Mario Ančić  | 7            | 6            |  |
|  |             | Fred Hemmes           | Fred Hemmes           | 6           | 6           |  |  |              | Fred Hemmes  | Fred Hemmes  | 5            | 3            |  |
|  | 5           | Oliver Gross          | Oliver Gross          | 4           | 4           |  |  |              |              |              |              |              |  |

### Sezione 2
|  | Primo turno | Primo turno       | Primo turno | Primo turno | Primo turno |  |  | Ultimo turno      | Ultimo turno      | Ultimo turno | Ultimo turno | Ultimo turno |  |
|  |             |                   |             |             |             |  |  |                   |                   |              |              |              |  |
|  |             | Peter Wessels     | 6           | 65          | 6           |  |  |                   |                   |              |              |              |  |
|  | 2           | Olivier Mutis     | 3           | 7           | 4           |  |  | Peter Wessels     | Peter Wessels     | 65           | 6            | 7            |  |
|  |             | Jean-Julien Rojer | 1           | 6           | 6           |  |  | Jean-Julien Rojer | Jean-Julien Rojer | 7            | 3            | 65           |  |
|  | 7           | Michael Russell   | 6           | 3           | 3           |  |  |                   |                   |              |              |              |  |

### Sezione 3
|  | Primo turno | Primo turno            | Primo turno            | Primo turno | Primo turno |  |  | Ultimo turno | Ultimo turno           | Ultimo turno           | Ultimo turno | Ultimo turno |  |
|  |             |                        |                        |             |             |  |  |              |                        |                        |              |              |  |
|  | 3           | Christophe Rochus      | Christophe Rochus      | 6           | 6           |  |  |              |                        |                        |              |              |  |
|  |             | Marc-Kevin Goellner    | Marc-Kevin Goellner    | 3           | 2           |  |  | 3            | Christophe Rochus      | Christophe Rochus      | 7            | 6            |  |
|  | 8           | Dennis van Scheppingen | Dennis van Scheppingen | 6           | 6           |  |  | 8            | Dennis van Scheppingen | Dennis van Scheppingen | 5            | 3            |  |
|  |             | Yves Allegro           | Yves Allegro           | 1           | 3           |  |  |              |                        |                        |              |              |  |

### Sezione 4
|  | Primo turno | Primo turno      | Primo turno  | Primo turno | Primo turno |  |  | Ultimo turno | Ultimo turno     | Ultimo turno     | Ultimo turno | Ultimo turno |  |
|  |             |                  |              |             |             |  |  |              |                  |                  |              |              |  |
|  | 4           | Andrej Stoljarov | 7            | 63          | 6           |  |  |              |                  |                  |              |              |  |
|  |             | Rogier Wassen    | 6(1)         | 7           | 4           |  |  | 4            | Andrej Stoljarov | Andrej Stoljarov | 2            | 62           |  |
|  |             | Renzo Furlan     | Renzo Furlan | 6           | 6           |  |  |              | Renzo Furlan     | Renzo Furlan     | 6            | 7            |  |
|  | 6           | Björn Phau       | Björn Phau   | 2           | 2           |  |  |              |                  |                  |              |              |  |